# الأدب الفرنسي في العصور الوسطى
```
الأدب الفرنسي
الأدب الفرنسي في العصور الوسطى هو، لغرض هذا المقال، أدب العصور الوسطى المكتوب بلغات اللغات الأويِلية (وخاصة الفرنسية القديمة والفرنسية المتوسطة المبكرة) خلال الفترة من القرن الحادي عشر إلى نهاية القرن الخامس عشر.
الظروف المادية والثقافية في فرنسا والأراضي المرتبطة بها حوالي عام 1100 أطلقت ما أطلق عليه الباحث تشارلز هومر هاسكينز اسم "النهضة في القرن الثاني عشر"، ولأكثر من مائة سنة بعد ذلك، أنتج الكتّاب، "المُنشِدون"، "الكهنة" والشعراء تدفقًا كبيرًا من الأعمال الإبداعية المميزة في جميع الأنواع. رغم أن الصراعات الدينية للحرب المائة عام والوباء الموت الأسود في القرن الرابع عشر حالت دون هذا الإنتاج الإبداعي إلى حد كبير، إلا أن القرن الخامس عشر مهد الطريق العصر الذهبي الفرنسي.

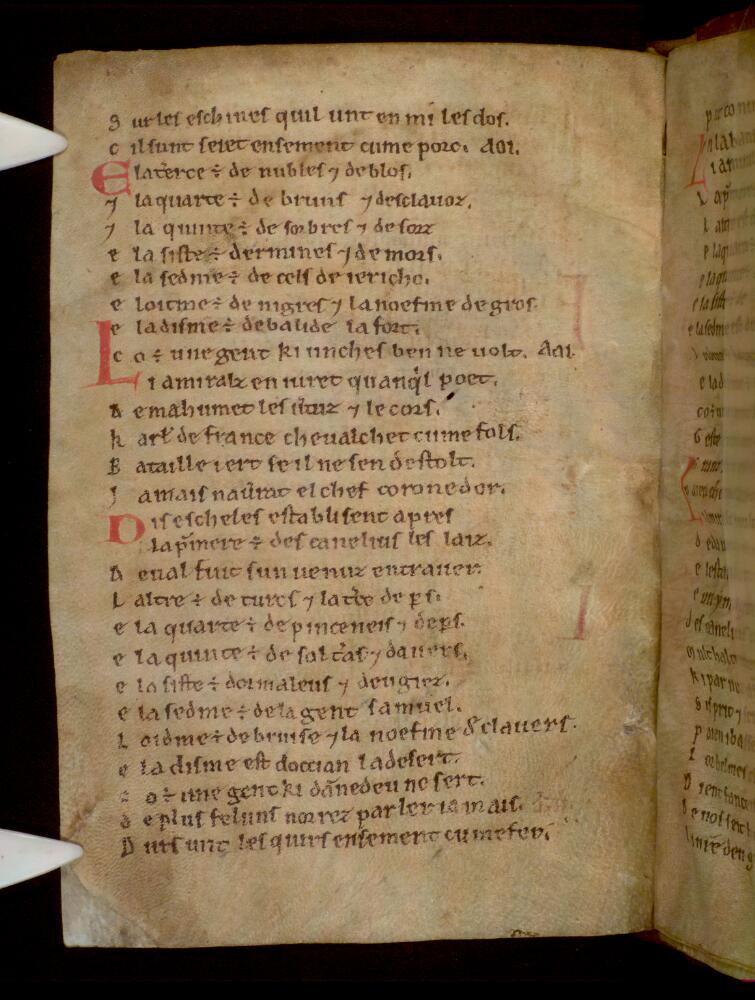
صفحة من "شانتون دي رولاند"، أكثر قصائد فرنسا الأدبية شهرة

| الفرنسية اللغة والأدب                                                                           |
| لستة الكتاب الفرنسيين • الفئات الادبية                                                          |
|                                                                                                 |
| التاريخ الأدبي الفرنسي العصور الوسطى القرن 16 • القرن 17 القرن 18 • القرن 19 القرن 20 • المعاصر |
|                                                                                                 |
| الأدب حسب البلد فرنسا • كيبك أدب ما بعد الاستعمارية • هايتي أمريكي فرنسي                        |
|                                                                                                 |
| البوابات فرنسا • الأدب أدب فرنسي على ويكي مصدر                                                  |
| ع ن ت                                                                                           |

```

## اللغة
| صفحات تبدأ ب‍ ‍الأدب الفرنسي في العصور الوسطى |
| ----------------------------------------- |
| - الأدب الفرنسي في العصور الوسطى          |

حتى حوالي عام 1340، كانت اللغات الرومانسية المُتحدث بها في العصور الوسطى في النصف الشمالي لما يعرف اليوم بفرنسا تُعرف مجتمعة باسم "الفرنسية القديمة" أو "لغات الأوِل" (اللغات التي تُستخدم فيها "أُوِل" للدلالة على "نعم")؛ وبعد الغزوات الجرمانية لفرنسا في القرن الخامس، تطورت لهجات شمالية لها بنية صوتية وتركيبية مختلفة تمامًا عن اللغات المُتحدث بها في جنوب فرنسا. اللغة في جنوب فرنسا تُعرف باسم "لغة أوك" أو عائلة اللغة الأوكسيتانية (اللغة التي تُستخدم فيها "أوك" للدلالة على "نعم")، والتي تُعرف أيضًا باسم أحد لهجاتها، اللغة البروفنسية. تحدثت بريتاني في شبه الجزيرة الغربية اللغة البريتونية، لغة سلتيكية. تحدثت اللغة الكاتالونية في الجنوب، بينما تحدثت اللغات الجرمانية واللغة الفرانكو-بروفنسية في الشرق.
تطورت لهجات الفرنسية القديمة إلى ما يُعرف اليوم باللغات الإقليمية. اللغات التي نشأت من لهجات الفرنسية القديمة تشمل البورغوندية، الشامباني، الفرانكو-كومتوية، الفرانسيين (نظرية)، الغالو، اللورينية، النورمانية، الأنجلو-نورمانية (المتحدث بها في إنجلترا بعد الغزو النورماني عام 1066)، البيكاردية، البوتيڤينية، السانطونجايسية والوالونية.
من عام 1340 إلى بداية القرن السابع عشر، أصبحت اللغة الفرنسية مميزة بوضوح عن اللغات الأويِلية المنافسة الأخرى. ويُشار إلى هذه المرحلة باسم الفرنسية المتوسطة.
الغالبية العظمى من الإنتاج الأدبي بالفرنسية القديمة يكون في الشعر؛ تطور النثر كشكل أدبي ظاهرة متأخرة (في أواخر العصور الوسطى، تحوَّلت العديد من الروايات والأعمال الملحمية إلى نثر). لا تمتلك اللغة الفرنسية لهجة إيقاعية واضحة (مثل الإنجليزية) أو مقاطع طويلة وقصيرة (مثل اللاتينية). هذا يعني أن السطر الشعري الفرنسي لا يتحدد بعدد الضربات، بل بعدد المقاطع. أطول الأطوال المترية شيوعًا هي السطر العشري المقاطع (العشريني)، السطر الثماني المقاطع (الثماني))، والسطر الاثنا عشر مقاطع (الـ"الإسكندرية"). يمكن دمج الأبيات بطرق متعددة: الكتل (بأطوال متفاوتة) من الأبيات المُتساوق صوتيًا (أو المُتَّصل أحيانًا) تُسمى "اللائية"؛ شكل آخر شائع هو القافية المزدوجة الزُّجَاج. يتحدد اختيار الشكل الشعري عمومًا بالنوع. تُكتب الملحمات الفرنسية القديمة ("شانتون دي جِست") عادةً بمقاطع عشرونية مُتساوق صوتيًا، بينما تُكتب الرومانسية الفارسية ("الرومان") بزُجَاج ثماني المقاطع مُتَّصل.

## النصوص المبكرة
أقدم النصوص الأدبية الفرنسية المُتبقية تعود للقرن التاسع، لكن عددًا قليلاً من النصوص قبل القرن الحادي عشر نجا. أول الأعمال الأدبية المكتوبة بالفرنسية القديمة كانت حياة القديسين. تُعد أنشودة القديسة إيلاليا، المكتوبة في النصف الثاني من القرن التاسع، عمومًا أول نص من هذا النوع. وهي قصيدة قصيرة تروي قصة استشهاد فتاة شابة.
أشهر أعمال السير القديسة المبكرة هو حياة القديس أليكسس، حياة القديس أليكسس، وهو ترجمة/إعادة كتابة لأسطورة لاتينية. فر القديس أليكسس من منزل عائلته في روما ليلة زفافه وعاش كراهب في سوريا حتى بدأ صوت سماوي بإخبار الناس بقداسته. لتجنب الشرف الأرضي الذي جاء مع هذه الشهرة، غادر سوريا ودُفع للعودة إلى روما، حيث عاش كمسكين أمام منزل عائلته، غير معروف من الجميع حتى وفاته. تم التعرف عليه لاحقًا عندما قرأ البابا اسمه في رسالة مُمسكة في يد القديس المتوفي. على الرغم من أن القديس ترك عائلته لكي يُكرِّس حياته بشكل أكبر لله، فإن القصيدة توضح أن والده وأمه وزوجته يخلصون بشفاعة أليكسس وينضمون إليه في الفردوس. أقدم نص وبقي هو في البُسْلار القديس ألبن، المكتوب على الأرجح في سانت ألبنز، إنجلترا، في العقد الثاني أو الثالث من القرن الثاني عشر. هذا الأصل يشير إلى حقيقة أن العديد من النصوص المبكرة المهمة كُتبت بلهجات الأدب الأنجلو-نورماني.

## شانتون دي جِست
| صفحات تبدأ ب‍ ‍الأدب الفرنسي في العصور الوسطى |
| ----------------------------------------- |
| - الأدب الفرنسي في العصور الوسطى          |

في بداية القرن الثالث عشر، قسّم جان بوديل في شانتون دي سايسن الأدب الروائي الفرنسي في العصور الوسطى إلى ثلاثة مجالات موضوعية:
- مسألة فرنسا أو مسألة شارلمان
- مسألة روما – الروايات في إعداد قديم (انظر "الرومان" أدناه)
- مسألة بريطانيا – الرومانسية آرثرية، اللائي البروفنسية (انظر "الرومان" أدناه)

الأولى هي موضوع "شانتون دي جِست" ("أغاني الإنجازات" أو "أغاني (الأعمال الباسلة)"))، قصائد ملحمة تُركب عادةً في مقاطع عشرونية مُتساوق صوتيًا (أحيانًا القافية المزدوجة) laisse. أكثر من مائة "شانتون دي جِست" نجت في حوالي ثلاثمائة مخطوطة. الموضوع الرئيسي لأقدم الملحمات الفرنسية كان محكمة شارلمان، كارل مارتل وكارل الأصلع وحروبهم ضد العرب والساراسنة، أو النزاعات بين الملوك و vasالاتهم المتمردين.
أشهر "شانتون دي جِست" وأقدمها هو أنشودة رولاند (النسخة الأقدم مُكتوبة ق. 1098)، التي يراها البعض الملحمة الوطنية لفرنسا (قابلة لـ"بيوولف" في إنجلترا، "الأنشودة النبيرونغن" في ألمانيا و"أنشودة سيد" في إسبانيا). ربما ليس من قبيل الصدفة أن "أنشودة رولاند" كُتبت لأول مرة في تاريخ قريب جدًا من نداء البابا أوربان (1095) لالحملة الصليبية الأولى؛ قد يُنظر إلى حبكتها على أنها مُجَدِّدة لروح الحملات الصليبية.
أقدم "شانتون دي جِست" هي (بشكل عام) مجهولة الهوية. هي أدب شعبي (موجه إلى طبقة الفرسان، يقول البعض، رغم أن الأدلة على ذلك غير قاطعة). تستخدم مجموعة من الشخصيات النموذجية: البطل الشجاع، الخائن الجسور، الخائن المُتقلِّب أو الجبان، الساراسنة، العملاق، وهكذا. ولكنها تكشف أيضًا عن مخاوف وصراعات كانت جزءًا من تجربة الجمهور. الملوك مُتغطرسون، غُرَماء، مُسنون أو مُتحايكون. تُثير الإهانات التي تُهدِّد الشرف أو تسبب العار صراعات دامية، والتي قد تنشأ ببساطة من المنافسة بين الفرسان أو العائلات النبيلة. للمزيد حول أصول هذا النوع الملحمي الذي يثير الجدل، انظر شانتون دي جِست.
بقت حوالي مائة "شانتون"، في مخطوطات تعود من القرن الثاني عشر إلى القرن الخامس عشر. ليس بعُد جان بوديل (أعلاه) بفترة طويلة، قسّم برتران دي بار-سور-أوب في غِرار دي فيِنّا تجميع "شانتون دي جِست" إلى ثلاثة دورات، كل واحدة باسم شخصية رئيسية أو شخصية أسية، وكلها بمركزية موضوع مثل الولاء لرئيس إقطاعي، أو الدفاع عن المسيحية. هذه قائمة بالدورات مع بعض "الشانتون" التي تنتمي لكل واحدة:
- جِست دو روي. في هذه الدورة الشخصية الرئيسية كانت شارلمان أو ورثته، وكان الموضوع المركزي دوره كمدافع إلهي للمسيحية. تحتوي هذه الدورة على أقدم وأشهر الملحمات –
  - أنشودة رولاند (ق. 1098 للنص الأوكسفورد، النسخة الأقدم: هناك عدة نسخ أخرى، بما في ذلك نسخة أوكسيتانية)
  - فييرابرا (ق. 1170)
  - أسبريمونت (ق. 1190–1200)
  - هون دي بوردو (ق. 1216–1268)
  - شانتون دي سايسن بواسطة جان بوديل (1200)
- جِست دي غارِن دي مونغلا, التي كان الشخصية المركزية فيها وليام دي جِلون (وليام برتقالية). تناولت هذه الدورة فرسانًا كانوا عادةً أبناءً أصغر بدون ميراث يبحثون عن الأرض والمجد عبر القتال ضد الساراسنة.
  - شانتون دي غيلوم (ق. 1100)
  - كورونمن دي لوي (1130)
  - شاروي دي نِيم (1140)
  - بريز دي أورانج (1150؟)
  - أليسكان (1165)
  - أيمي دي ناربون وغِرار دي فيِنّا بواسطة برتران دي بار-سور-أوب (1190–1217)
- جِست دي دون دي ماينس (أو "دورة vasال المتمرد")؛ هذه الدورة تناولت المتمردين ضد (غالبًا الظلم) السلطة الملكية وكانت أشهر شخصياتها ريناود دي مونتابان وغِرار دي روسِلون.
  - غورموند وإيزمبَرت
  - غِرار دي روسِلون (1160–1170)
  - ريناود دي مونتابان أو الرباعي أيمون (نهاية القرن الثاني عشر)
  - روؤل دي كامبراي (نهاية القرن الثاني عشر)
  - دون دي ماينس (منتصف القرن الثالث عشر)
- تجميع رابع، غير مدرج لدى برتران، هو دورة الحملة الصليبية، التي تناولت الحملة الصليبية الأولى وآثارها المباشرة، وتتضمن:
  - شانتون دي أنطاكيا
  - الضعفاء
  - شانتون دي جيروسلِم

بدأت "شانتون" الجديدة عمومًا بالظهور ودمجها في الأدب القائم بطريقتين:
- تُحكى فترة أو مغامرة منفصلة في حياة بطل مُقرَّر (مثال: طفولته).
- تُحكى مغامرات أحد أسلاف أو أحفاد بطل مُقرَّر.

كانت هذه الطريقة في توسيع الملحمات، مع إدمانها على خط الدم، تقنية تأليفية مهمة طوال العصور الوسطى. كما أنها تبرز الوزن الرمزي الذي وُضع في هذه الثقافة على شرف العائلة، الولاء الأبوي، وفكرة إثبات المرء لاستحقاقه الأبوي.
مع نضج النوع، بدأ يقرض عناصر من "الرومان" الفرنسي وبدأ دور الحب يزداد أهمية. في بعض "شانتون دي جِست" ظهر عنصر من النقد الذاتي، كما في رحلة شارلمان.

## الرومان

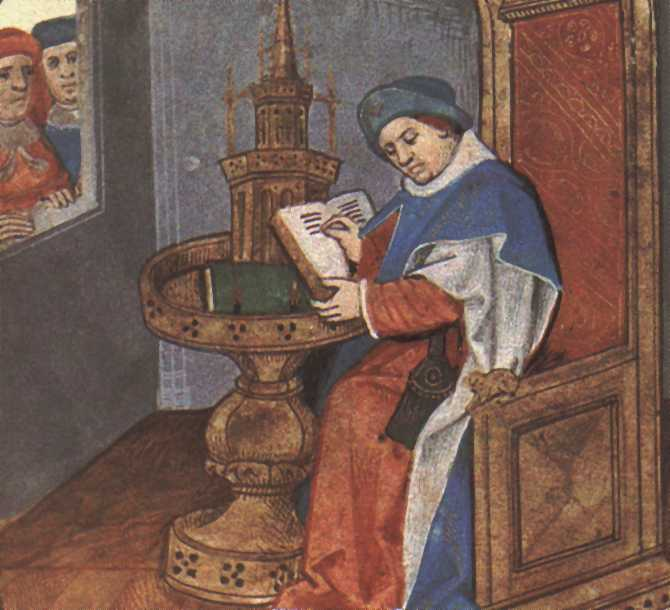
رسم من مخطوطة "رومان دي لا روز" (أوكسفورد، مكتبة بودليان، MS. Douce 195)، ورقة 1r، صورة غييوم دي لورِس.

تصنيفات جان بوديل الأخرى—"مسألة روما" و"مسألة بريطانيا"—تتناول الرواية الفرنسية أو "الرومان". يشير مصطلح "رومان" عمومًا إلى "العامية" (أي ليست لاتينية)، لكنه يُستخدم لتحديد الشعر السردي ("الرومانسية") المكتوب عادةً في أبيات ثمانيية القافية المزدوجة ويخبر قصص الفروسية والحب.
أشهر "الرومان" هي تلك الخاصة ب"مسألة بريطانيا" التي تتناول الرومانسية آرثرية، قصص تريستان وإيزولت، الأسطورة الباسلة لليوتوبيا المُهددة كاميلوت وكأس الفصح. تأتي معظم هذه المواد من الأساطير البريتونية (الكلتية). أهم هؤلاء الكُتّاب هو كريستيان دي تروا (القرن الثاني عشر).
"مسألة روما" تتناول الروايات التي تقع في العالم القديم، مثل الروايات المتعلقة بألكسندر الأكبر، تروي، الإينيادة وأوديبوس. رغم ذلك، فإن تصنيف بوديل يترك مكانًا ضئيلاً لمجموعة مهمة أخرى من الروايات: تلك الروايات المغامرة التي تقع غالبًا في بيزنطة.
أحيانًا تُربط بال"رومان" اللائي البروفنسية، قصائد البالاد السردية لبريطانيا بـماري دي فرانس، الكثير منها يحتوي على مواضيع وأصول كلتية.
تبقى حوالي مائة رواية شعرية من الفترة 1150–1220. من حوالي عام 1200 فصاعدًا، أصبحت الميول تزداد نحو كتابة الروايات باللغة النثرية (تم تعديل العديد من الروايات الشعرية الأقدم إلى نسخ نثرية)، رغم استمرار كتابة الروايات الشعرية الجديدة حتى نهاية القرن الرابع عشر. وقبل كل شيء، في شكلها النثري، قُرئت العديد من الروايات من القرن الرابع عشر إلى القرن السادس عشر.
كما أدت نجاح الروايات الآرثرية المبكرة، من حوالي عام 1200 فصاعدًا، إلى إعادة هيكلة وجمع المواد في سلاسل نثرية واسعة.
الروايات المهمة لمسألة روما في القرن الثاني عشر
- رومان دي ثيبس
- رومان دي إينياس (1160)
- رومان دي تروي (1154–1173) – بينوا دي سانت-مور
- رومان دي ألكسندر (1177) – هذه الرواية تستخدم شعرًا من اثنتي عشرة مقاطعة وهذا هو السبب في تسمية هذا الطول الشعري بـالإسكندرية

الروايات المهمة البيزنطية والمغامرة في القرن الثاني عشر
- فلور وبلاشيفلور
- فلوريمون – أيمون دي فارين (1188)
- غييوم دي أنجلتير – أحيانًا تنسب إلى كريستيان دي تروا
- روبرت الشيطان

الروايات المهمة لبريطانيا في القرنين الثاني عشر والثالث عشر
- رومان دي بريوت – وايس
- إريك وإنيد – كريستيان دي تروا
- كلِجِس – كريستيان دي تروا (1162)
- لانسليت" أو "لانسليت، الفارس في العربة – كريستيان دي تروا (1164)
- يافين، فارس الأسد – كريستيان دي تروا (1180)
- بيرسيفال" أو "بيرسيفال، قصة الكأس – كريستيان دي تروا (1185)
- رومان الكأس – روبرت دي بورون (1191–1201)
- تريستان – توماس بريطانيا (1155–1178)
- تريستان – بيرول (ق. 1190)
- رومان دي فيرغوس – وليام الكاتب (نهاية القرن الثاني عشر/بداية القرن الثالث عشر)

الروايات المهمة للقرنين الثالث عشر والرابع عشر:
- شاتِلين دي فيرغي

```